# Shinko (manzana)
Shinko (en japonés: シンコ) es el nombre de una variedad cultivar de manzano (Malus domestica). 
Un híbrido de manzana del cruce de 'Ralls Janet' x 'Jonathan'. Criado en 1931 en la "Estación Experimental de Manzanas de Aomori" Japón. Fue introducido en las redes comerciales en 1948. Las frutas tienen una pulpa firme y crujiente con un sabor subácido. Tolera la zona de rusticidad delimitada por el departamento USDA, de nivel 5.

## Historia
'Shinko' es una variedad de manzana, híbrido del cruce de 'Ralls Janet' x 'Jonathan'. Desarrollado y criado a partir de Parental-Madre 'Ralls Janet' mediante una polinización por Parental-Padre la variedad 'Jonathan'. Criado en 1931 en la "Estación Experimental de Manzanas de Aomori" Japón. Fue introducido en las redes comerciales en 1948.
'Shinko' está cultivada en diversos bancos de germoplasma de cultivos vivos tales como en National Fruit Collection (Colección Nacional de Fruta) de Reino Unido con el número de accesión: 1953-006 y Nombre Accesión : Shinko.

## Características
'Shinko' árbol de extensión erguida, de vigor moderadamente vigoroso, portador de espuela. Tiene un tiempo de floración que comienza a partir del 8 de mayo con el 10% de floración, para el 12 de mayo tiene una floración completa (80%), y para el 20 de mayo tiene un 90% caída de pétalos. Presenta vecería. La fruta crece en racimos.
'Shinko' tiene una talla de fruto de pequeño a mediano; forma cilíndrico y redondo, con extremos aplanados, altura 51.00mm, y anchura 57.00mm; con nervaduras débiles, y corona muy débil; epidermis con color de fondo amarillo, con un sobre color naranja, importancia del sobre color de alta a muy alta, y patrón del sobre color rayas / chapa, presentando un rojo brillante lavado amarillo y marcado con rayas más oscuras que se desvanecen hacia la cara sombreada, "russeting" (pardeamiento áspero superficial que presentan algunas variedades) muy bajo; cáliz pequeño y parcialmente abierto, ubicado en una cuenca poco profunda y algo estrecha; pedúnculo muy corto y de grosor medio, colocado en una cavidad poco profunda y estrecha; carne de color blanco verdoso, crujiente. Sabor jugoso y dulce con sabor meloso.
Su tiempo de recogida de cosecha se inicia a finales de septiembre. Se mantiene bien durante tres meses en cámara frigorífica.

## Usos
Una excelente manzana para comer en postre de mesa.

## Ploidismo
Diploide, auto estéril. Grupo de polinización: D, Día 15.